# Derwent Valley Mills
Die Derwent Valley Mills sind eine UNESCO-Welterbestätte entlang des Flusses Derwent in Derbyshire, England. Sie wurden im Dezember 2001 aufgrund ihres außergewöhnlichen Beitrags zur industriellen Revolution und zur Entwicklung des modernen Fabriksystems in die Liste des Weltkulturerbes aufgenommen.

## Geschichte
Im 18. Jahrhundert entstanden im Derwent Valley die ersten modernen Fabrikanlagen zur industriellen Textilproduktion. Die sogenannten mills nutzten Wasserkraft als Energiequelle und ermöglichten so die kontinuierliche Verarbeitung von Baumwolle. Die entscheidende technologische Grundlage dafür war das von Richard Arkwright entwickelte Spinnverfahren. Das Fabriksystem, das hier erstmals in großem Maßstab umgesetzt wurde, verbreitete sich rasch in Großbritannien und weltweit.

## Beschreibung
Die Welterbestätte erstreckt sich über etwa 24 Kilometer von Matlock Bath im Norden bis ins Stadtzentrum von Derby im Süden und umfasst eine Fläche von rund 12,3 km². Sie umfasst die Gemeinden Cromford, Belper, Milford, Darley Abbey und Derby. Innerhalb des Gebiets befinden sich zahlreiche historische Fabrikkomplexe, Arbeiterwohnhäuser, Wehre, Kanäle und Eisenbahnlinien, die die industrielle Entwicklung unterstützten.

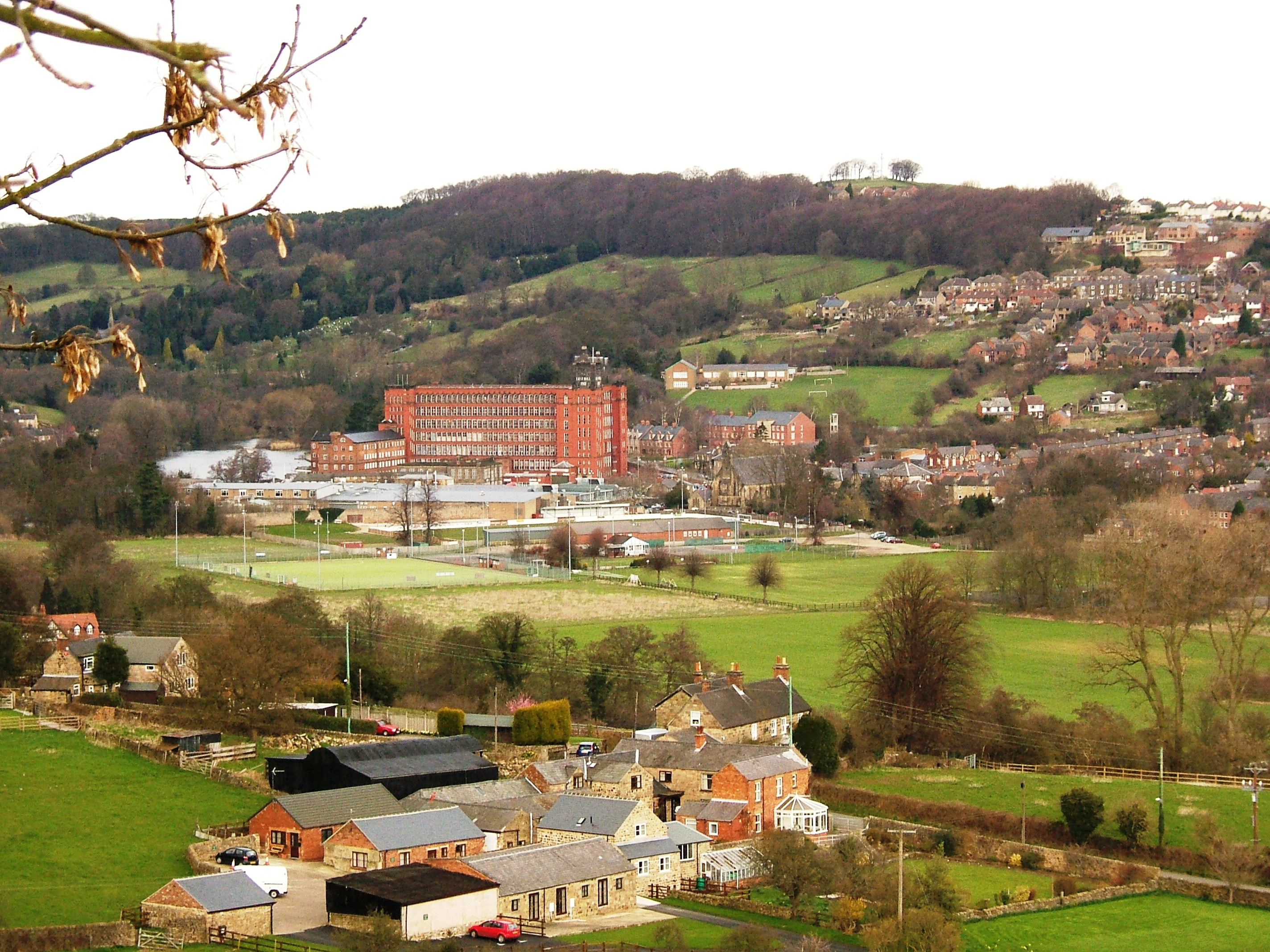
Belpers East mill, gebaut 1912

Zu den bedeutendsten Bauwerken zählen:
- Cromford Mill – die erste wasserbetriebene Baumwollspinnerei der Welt[3]
- Belper North Mill und East Mill
- Darley Abbey Mills
- Masson Mill

Insgesamt sind 838 Bauwerke als Listed Buildings (18 Grade I, 42 Grade II*, 778 Grade II) und neun als Scheduled Ancient Monuments eingestuft.

## Bedeutung
Die Derwent Valley Mills gelten als Wiege des modernen Fabriksystems. Die Kombination aus technischer Innovation, Fabrikarchitektur und der Entwicklung von Arbeiterwohnsiedlungen prägte die industrielle Landschaft und beeinflusste die Entstehung industrieller Städte weltweit.

## Museen und Besucherangebote
Im Working Textile Museum in Richard Arkwrights Masson Mill werden historische Textilmaschinen präsentiert und regelmäßig Demonstrationen von Spinn-, Web- und Verdopplungsmaschinen gezeigt, die den industriellen Produktionsprozess vom Rohbaumwollballen bis zum fertigen Garn und Gewebe anschaulich machen.

## Erhaltung und Management
Die Verwaltung und der Schutz der Welterbestätte obliegen der Derwent Valley Mills Partnership, die im Auftrag der britischen Regierung tätig ist.